# Leni von Bonsdorff
Leni Christina von Bonsdorff, född 23 oktober 1962 i Helsingfors, är en finlandssvensk teknologie doktor.

## Biografi
von Bonsdorff blev diplomingenjör från Tekniska högskolan år 1986, teknologie licentiat 1989, teknologie doktor 2003 samt Executive MBA 2009. Hon verkade som forskare vid Kungliga Tekniska Högskolan år 1986–1987.
von Bonsdorff arbetar som Executive Director på the International Plasma and Fractionation Association sedan november 2020. Innan dess var hon i tio års tid direktör för Sanquin Oy, ett företag som tillverkar och distribuerar blodplasma-läkemedel. Åren 1995–2004 verkade von Bonsdorff som forskare inom produktutvecklingen vid Finlands Röda Kors Blodtjänst.
Hon är dotter till diplomingenjören Magnus von Bonsdorff och folkskolläraren Ulla-Christina von Bonsdorff, samt syster till Jan von Bonsdorff. Kirurgen Bertel von Bonsdorff var hennes farfar.

## Förtroendeuppdrag
- Preses för Svenska tekniska vetenskapsakademien i Finland (2019–2022) [6]
- Viceordförande för Teknikakademien TAF (2019–) [7]
- Vice preses för Svenska tekniska vetenskapsakademien i Finland (2016–2018)

## Publikationer (i urval)
- A Pharmaceutical Human Apotransferrin Product for Iron Binding Therapy. 2003.